# The White Negro
The White Negro: Superficial Reflections on the Hipster (deutsch: Der weiße Neger) ist ein Essay des amerikanischen Schriftstellers Norman Mailer aus dem Jahr 1957, in dem er eine Gruppe junger Weißer aus den 1920ern bis 1940ern beschreibt, die, von der herrschenden Kultur abgestoßen oder enttäuscht und zu der Welt des als „schwarz“ empfundenen Swing und Jazz hingezogen, die Kultur der Afroamerikaner/Negros als ihre eigene annahmen; diese Gruppe wurde damals Hipster genannt. Grundthema ist dabei die Abkehr von den gesellschaftlichen Konformitätszwängen hin zur als Ausweg verstandenen, der menschlichen Wahrheit als näher empfundenen Hippness. Dabei legt Mailer einen Hauptfokus auf die als direkt, unverklemmt und viraler beschriebene afroamerikanische Sexualität, die der Hipster im Grunde nachzuahmen sucht. Der Essay erschien erstmals im Sommer 1957 im Magazin Dissent und wurde schon kurz darauf als Einzelpublikation von City Lights veröffentlicht. 1959 wurde er Teil des Bands Advertisements for Myself.
The White Negro gilt als einer der wichtigsten frühen Essays Mailers und als eine grundlegende Beschreibung der historischen Phänomene Hipster und Wigger.

## Inhalt
An den Beginn des Essays stellt Mailer ein längeres Zitat eines 1957 veröffentlichten Artikels von Caroline Bird aus Harper’s Bazaar, in dem sie die Hipster die einzigen Nichtkonformisten ihrer Zeit nennt.
Mailer benennt dann die Wirkung des Holocaust und der Atombombe auf die allgemeine Psyche seiner Generation – die absolute Konfrontation mit der Möglichkeit der einfachen, statistischen Auslöschung und damit der Sinnlosigkeit der Existenz.
Die Reaktion des Willens zur individuellen Existenz benennt er als den Geburtsmoment des amerikanischen Existenzialisten oder des Hipsters, der den einzig möglichen Ausweg aus dem Bewusstsein des möglichen nahen und sinnlosen Todes nimmt: „to accept the terms of death, to live with death as immediate danger, to divorce oneself from society, to exist without roots, to set out on that uncharted journey into the rebellious imperatives of the self“.
Als Quelle seiner Definition des Hipstertums bezeichnet Mailer „the Negro for he has been living on the margin between totalitarianism and democracy for two centuries“. Das Interesse der weißen amerikanischen Existenzialisten an der Hippness, der absoluten Hinwendung zur Gegenwart aufgrund der ständigen Bedrohung durch die Welt, begründet er mit dem „collective disbelief in the words of men who had too much money and controlled too many things“, nennt aber auch ein paar weiße Vordenker, darunter Henry Miller und Wilhelm Reich.
Entsprechend nennt er den amerikanischen Hipster den white Negro und erklärt, dass die Hinwendung zu dieser Art Existenz einer Religion gleicht. Diese Religion, die im Grunde auf das direkte Erkennen und Akzeptieren von Bedürfnissen und deren Befriedigung hinausläuft, setzt er gegen die restriktive Realität der weißen Gesellschaft.
Im Weiteren erläutert Mailer die Sprache der Hipster, übernommen aus dem afroamerikanischen Jargon, und dessen Verhältnis zur Sexualität; laut Mailer sucht der Hipster in der angenommenen sexuellen Freiheit der damaligen Afroamerikaner Erlösung.
Hip, so Mailer, ist eine neue Sprache für eine neue Philosophie, eine Abkehr von allem dagewesen, die überhaupt kein Interesse an vorgefundenem oder bewiesenem/herleitbarem hat, sondern nur am direkt erlebten, an der enormen Gegenwärtigkeit. Die Wahrheit ist „what one feels at each instant in the perpetual climax of the present“. Als moralisches Prinzip gilt, dass man, was man will wo- und wannimmer tut: „Hip ethic is immoderation, childlike in its adoration of the present“. Mailer sieht dies als eine Art Gegenmittel gegen die autoritären Mächte, die den Menschen, aufgrund des Verlusts des Vertrauens in die Selbsterfüllungsfähigkeit des Individuums, in von diesen Mächten als Gut befundene Bahnen zwingen wollen.
Zum Ende seines Essays fragt sich Mailer, ob die amerikanische Gesellschaft, besonders deren liberale Teile, die afroamerikanische Bevölkerung friedlich in sich aufnehmen wird, oder ob es zu Hysterien und ähnlichem kommen wird; er fragt weiter, zwischen welchen Bevölkerungsteilen ein letzter Krieg um Vorherrschaft ausgefochten werden wird, „between the blacks and the whites, or between the women and the men, or between the beautiful and the ugly, the pillagers and managers, or the rebels and the regulators“.